# Mel·lífer de Wetar
El mel·lífer de Wetar (Myzomela kuehni) és un ocell de la família dels melifàgids (Meliphagidae).

## Hàbitat i distribució
Habita els boscos de l'illa de Wetar, a les illes Petites de la Sonda.